# Bocca d'Enza
Bocca d'Enza (Bóca d'Énsa in dialetto parmigiano) è una frazione del comune di Sorbolo Mezzani, posta a 1 km a nord-est di Mezzano Inferiore e a 20 km nord-est da Parma.

## Geografia fisica
Si trova in parte nella zona golenale della riva destra del fiume Po, protetta da un proprio argine consortile e in parte all'interno dell'argine maestro. L'abitato si snoda lungo il tratto terminale del canale Parmetta principalmente sulla riva sinistra.

## Origini del nome
Il toponimo deriva dallo sbocco del torrente Enza nel fiume Po che un tempo si trovava nei pressi dell'abitato ma che oggi invece è situato di fronte a Brescello. La parola “Bocca” richiama la confluenza di un corso d'acqua minore in uno di maggiore portata.

## Storia
Non si hanno notizie certe sulla nascita dell'abitato, ma è logico supporre sia sorto posteriormente al 1306 
come Mezzano Inferiore, cui è strettamente legata e di cui ha seguito da sempre le sorti.
Alcune carte mostrano che nel XVII secolo il tracciato del cavo Parmetta era già identico a quello attuale, già protetto da chiaviche situate nella posizione di quelle odierne. La foce dell'Enza invece, ubicata nei pressi dell'abitato, nel corso degli anni si sposterà invece sempre più tanto che oggi si trova circa 3 km più a est poco a nord di Brescello.
Un'altra importante mutazione del territorio di Bocca d'Enza avvenne nel 1616. Il vicino torrente Parma, a seguito dell'ostruzione della sua foce, si immise nel vecchio alveo del fiume Po confluendo nell'Enza nei pressi della frazione. Questa situazione permase fino al XIX secolo quando il Parma tornò nuovamente a sfociare in Po presso Mezzano Superiore. Il vecchio alveo abbandonato verrà rinominato Parma Morta.

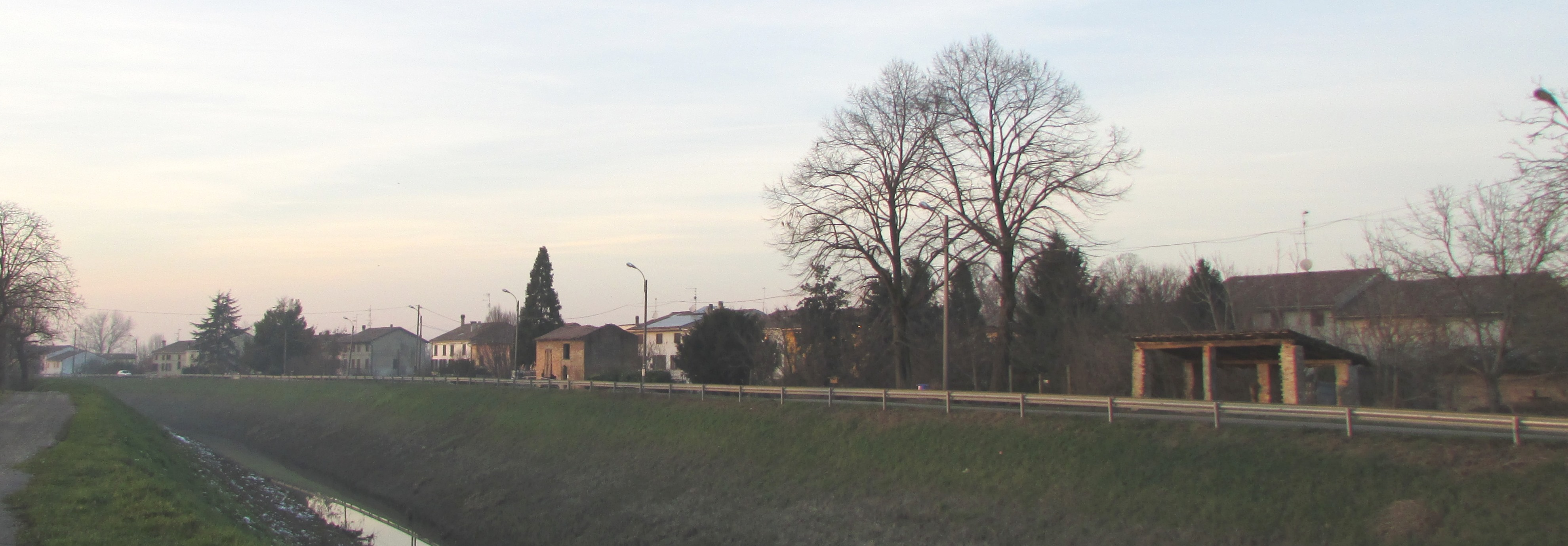
foto dell'abitato prima dell'intervento di tombamento

Nel 1763 Bocca d'Enza, che come Mezzano Inferiore si trovava precedentemente sotto la giurisdizione del vescovo di Parma, entrò a far parte del ducato di Parma. Con il nuovo assetto amministrativo la frazione si venne a trovare sul confine dello stato parmense con il Ducato di Modena e con il Ducato di Milano. Vi venne istituita una dogana col compito di controllare coloro che attraversavano l'Enza da e per Ghiarole di Brescello o attraversavano il Po con uno dei battelli quivi ubicati.
Tra il 1908 e il 1917 a Bocca d'Enza venne realizzato l’impianto idrovoro che si trova sul canale Parmetta. Un altro importante intervento fu realizzato tra il 2020 e il 2023 col tombamento del canale Mandracchio, l'ultimo tratto della Parmetta che partendo dalla chiavica del Balano attraversa l'area del centro abitato situata in Golena. Il lavoro oltre all'intubamento del suddetto canale ha comportato la rimozione dei due arginali che lambivano il corso d'acqua, l'allargamento della strada comunale e la realizzazione di un percorso ciclabile.

## Monumenti e luoghi d'interesse

### Architetture religiose
Oratorio di S. Annapiù volte rimaneggiato (a inizio del XVIII secolo e nel 1928) si trova nelle adiacenze della corte degli Oppi

### Architetture civili

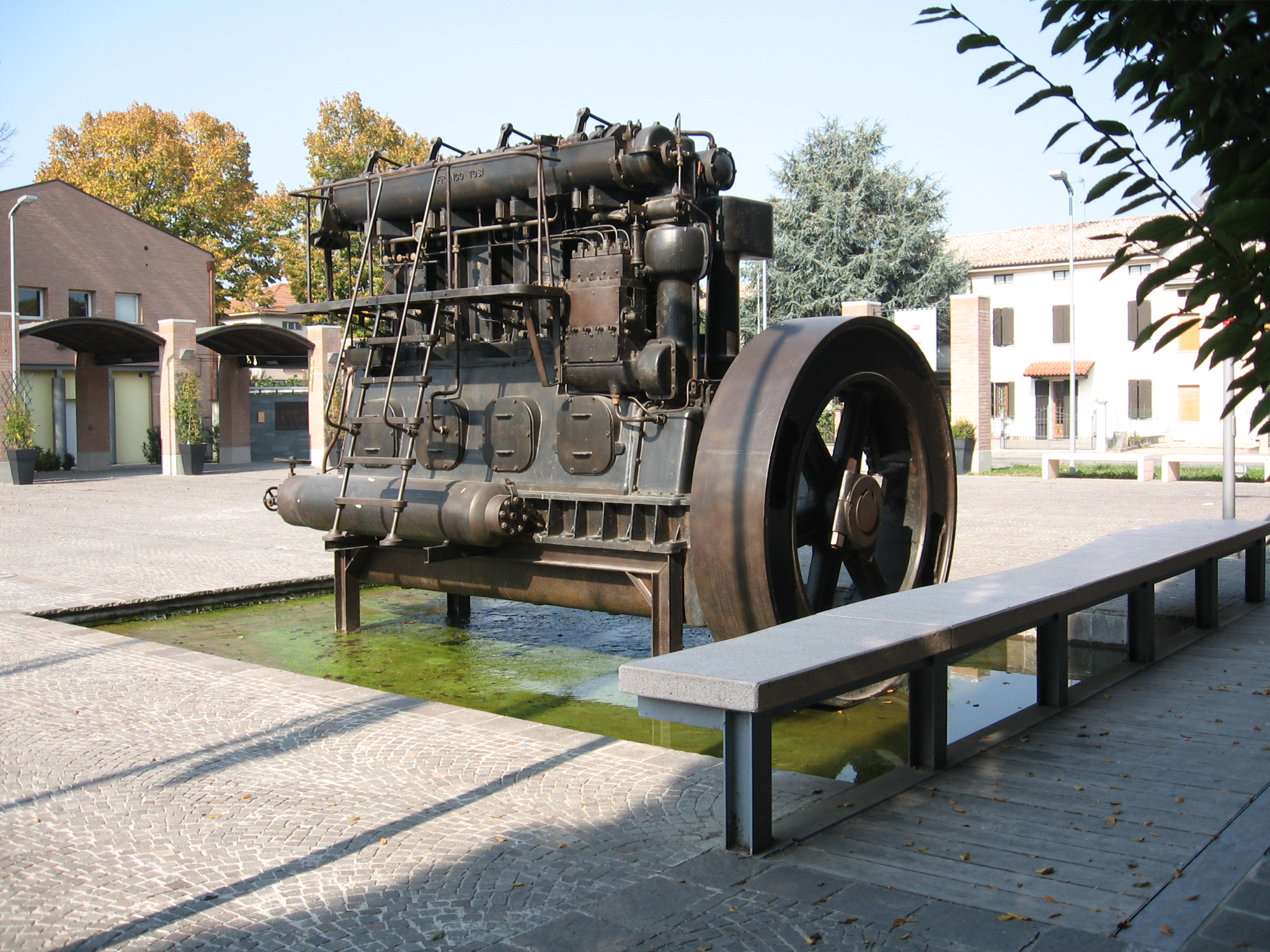
Il machinón, il primo motore dell'impianto idrovoro di Bocca d'Enza ora in piazza Belli a Mezzano Inferiore

Corte degli OppiDi proprietà privata, è l'unico edificio di una certa rilevanza architettonica e si contraddistingue per le caratteristiche finestre a bifora.
Impianto idrovoro di Bocca d’EnzaL’edificio che ospita l’impianto idrovoro venne realizzato fra il 1908 e il 1917 e successivamente potenziato nel 2007. L'impianto è ubicato sul cavo Parmetta, dal 1910 garantisce il deflusso delle acque meteoriche anche dai terreni più bassi dell'entroterra mezzanese e colornese. Il primo motore dell'impianto idrovoro soprannominato Machinón oggi è esposto nella piazza di Mezzano Inferiore.

### Altro
Muralessulla chiavica che chiude l'argine consortile di Bocca d'Enza sul cavo Parmetta si trovano due opere realizzate dall'artista locale Gianni Samini.

### Aree naturali
Riserva naturale orientata Parma Morta

## Cultura

### Musica
Agli inizi del 900 a Bocca d'Enza il maestro Pinazzi fondò l'omonimo concerto a fiato. A differenza del concerto Cantoni anch'esso di Mezzani si dedicò principalmente alla musica folkloristica e da ballo.